# Ocinebrellus inornatus
Espèce
Ocinebrellus inornatus, parfois nommé « bigorneau perceur japonais » (ou asiatique) est un gastéropode marin de la famille des Muricidae. Originaire de la mer du Japon, il a été accidentellement introduit sur les côtes pacifiques américaines à partir des années 1920, puis en France au cours des années 1990. Il s'agit d'une espèce invasive qui pose de sérieux problèmes vis-à-vis de l'activité ostréicole.

## Biologie et écologie
Appartenant à la famille des muricidés, il est ce que l'on appelle communément un bigorneau perceur. Il s'alimente essentiellement à partir de bivalves, qu'ils soient ou non cultivés : huîtres, moules, pectinidés...
Au contraire de la plupart des organismes marins et en particulier des espèces invasives, le cycle de développement d'Ocinebrellus inornatus ne comporte pas de stade larvaire pélagique, ce qui réduit considérablement ses capacités de dispersion et met en lumière la responsabilité des activités humaines dans l'expansion géographique de l'espèce depuis le début du XXe siècle.

## Historique
C'est en 1924, dans le Puget Sound sur la côte pacifique de l'État de Washington (USA), que cette espèce fut pour la première fois observée hors de son aire de répartition naturelle, la mer du Japon. Dans la décennie suivante, elle s'implantait successivement en Colombie-Britannique (Canada) en 1931 puis dans l'Oregon (USA) en 1930-1934. Enfin, un peu plus au sud sur le littoral pacifique, elle était notée en Californie en 1941. Il faut ensuite attendre un demi-siècle pour enregistrer une nouvelle extension, mais sur la rive orientale de l'Atlantique cette fois : en 1995, elle est identifiée dans le bassin de Marennes-Oléron (France).
Dans tous les cas, ces extensions ont été imputées aux importations massives d'huîtres d'origine japonaise pour les besoins de l'industrie conchylicole. Eu égard notamment à ses capacités très réduites de dispersion, il serait difficile d'envisager une explication d'une autre nature pour l'arrivée de l'espèce en France. Les biologistes de langue anglaise parlent d'espèces « auto-stoppeuses » (hitchhiking species) pour ces organismes qui étendent leur aire de distribution au-delà de leurs capacités potentielles de dispersion à la faveur du transport d'autres espèces. Il s'agit dans ce cas d'introductions involontaires, les « passagers clandestins » pouvant voyager à l'état d'œufs, de graines, de juvéniles ou d'adultes. En dehors de l'importation d'huîtres allochtones, l'ostréiculture est, après les eaux de déballastage, considérée comme l'un des plus importants facteurs de telles introductions accidentelles dans le milieu marin. Parmi les espèces introduites figurent souvent des agents infectieux ou des espèces invasives. C'est le cas en ce qui concerne Ocinebrellus inornatus.
Les populations françaises et américaines sont génétiquement plus proches l'une de l'autre qu'elles ne le sont des populations asiatiques d'origine. Ce constat indique que la principale source de l'introduction en France se situe probablement en Amérique. On observe cependant un important décalage entre le début des importations d'huîtres dans le bassin de Marennes-Oléron à partir des stocks de Colombie-Britannique dans les années 1970, et la découverte du bigorneau perceur près de 20 ans plus tard. L'hypothèse la plus plausible serait celle d'une introduction synchrone des importations d'huîtres dès les années 1970. Les populations d'Ocinebrellus seraient dans un premier temps restées inaperçues, jusqu'à une explosion démographique sans doute favorisée par une élévation de 2 °C de la température de l'eau au cours de cette période.
Depuis l'installation en Charente-Maritime au milieu des années 1990 (bassins ostréicoles de Marennes-Oléron puis de l'île de Ré), la répartition de l'espèce en France s'est étendue vers le nord : elle a été depuis lors signalée en baie de Bourgneuf, dans le golfe du Morbihan puis, sur le littoral de la Manche, en baie du Mont Saint-Michel et en baie des Veys. Ces extensions auraient été facilitées par les échanges liés aux activités ostréicoles. Il est donc probable qu'elle soit dans un proche avenir découverte dans l'ensemble des bassins conchylicoles français du fait des transferts d'huîtres.

## Impacts
La colonisation a partout été suivie, en France comme en Amérique, du développement de populations abondantes. L'animal étant prédateur de bivalves, il s'est préférentiellement attaqué aux populations locales d'huîtres avec lesquelles il avait été importé. Comme dans de nombreux cas d'espèces invasives, il y avait là en germe des risques d'impact sur le fonctionnement des écosystèmes locaux et sur l'économie des cultures marines.

### Conséquences écologiques
Ocinebrellus inornatus occupe une niche écologique comparable à celle du bigorneau perceur indigène Ocenebra erinacea : tous deux habitent les zones moyenne et inférieure de l'estran, et ils s'attaquent l'un comme l'autre préférentiellement aux huîtres de petite taille.
Dans la compétition potentielle entre ces deux prédateurs, l'espèce asiatique dispose de divers avantages : un plus fort taux de croissance, une capacité de reproduction (en particulier nombre de pontes annuelles) nettement plus forte et une plus grande résistance aux températures négatives. En revanche, l'espèce locale perce les huîtres à un rythme supérieur. En définitive, il ne semble pas pour l'instant que l'expansion de l'espèce invasive se fasse au détriment de l'espèce locale : la compétition est en fait réduite, ne serait-ce qu'en raison de l'abondance de leur principale source d'alimentation, les huîtres cultivées. Lorsque les densités d'Ocinebrellus deviennent élevées, il a cependant été observé de forts déclins des populations locales d'Ocenebra.

### Impact économique
La prédation du bigorneau perceur japonais est en fait venue se surajouter à celle de l'espèce autochtone. Au centre de la baie de Marennes-Oléron où elle est le plus fortement implantée, elle peut, particulièrement en été, occasionner des dommages considérables sur les installations ostréicoles (parfois plus de 90 % de mortalité). Le fait que, comme O. erinacea, il s'attaque essentiellement aux jeunes huîtres est en outre un facteur défavorable dans une région où se pratique le captage naturel.